# Strada Căldărari
Strada Căldărari este situată în centrul municipiului București, în sectorul 3.  Numele străzii provine din termenul căldărar care înseamnă „meșteșugar care face sau repară căldări și alte vase de aramă” și arată cu ce se îndeletniceau, pe vremuri, meșterii pe această străduță.

## Descriere
Strada este orientată de la sud spre nord și se desfășoară pe o lungime de 65 de metri între străzile Halelor și Franceză. Clădirea aflată pe partea stângă a străzii Căldărari este o construcție înaltă pentru zonă, cu parter, trei etaje și mansardă, cuprinde întreaga latură a străzii și provine de la sfârșitul secolului al XIX-lea. Astăzi are spații comerciale la parter și un hotel la nivelele superioare. Pe partea dreaptă a străzii se află zidul de vest al Hanului Manuc. Strada a fost reabilitată în cadrul proiectului pilot de restaurare a zonei istorice din centrul capitalei inițiat de Primăria Bucureștiului.

## Monumente istorice și clădiri
Ansamblul de arhitectură „Strada Căldărari” este înscris pe Lista monumentelor istorice 2010 - Municipiul București - la nr. crt. 682, B-II-a-B-18410. Este înscris pe lista monumentelor istorice și Hanul Manuc (cod LMI:B-II-m-A-18788).

## Galerie de imagini

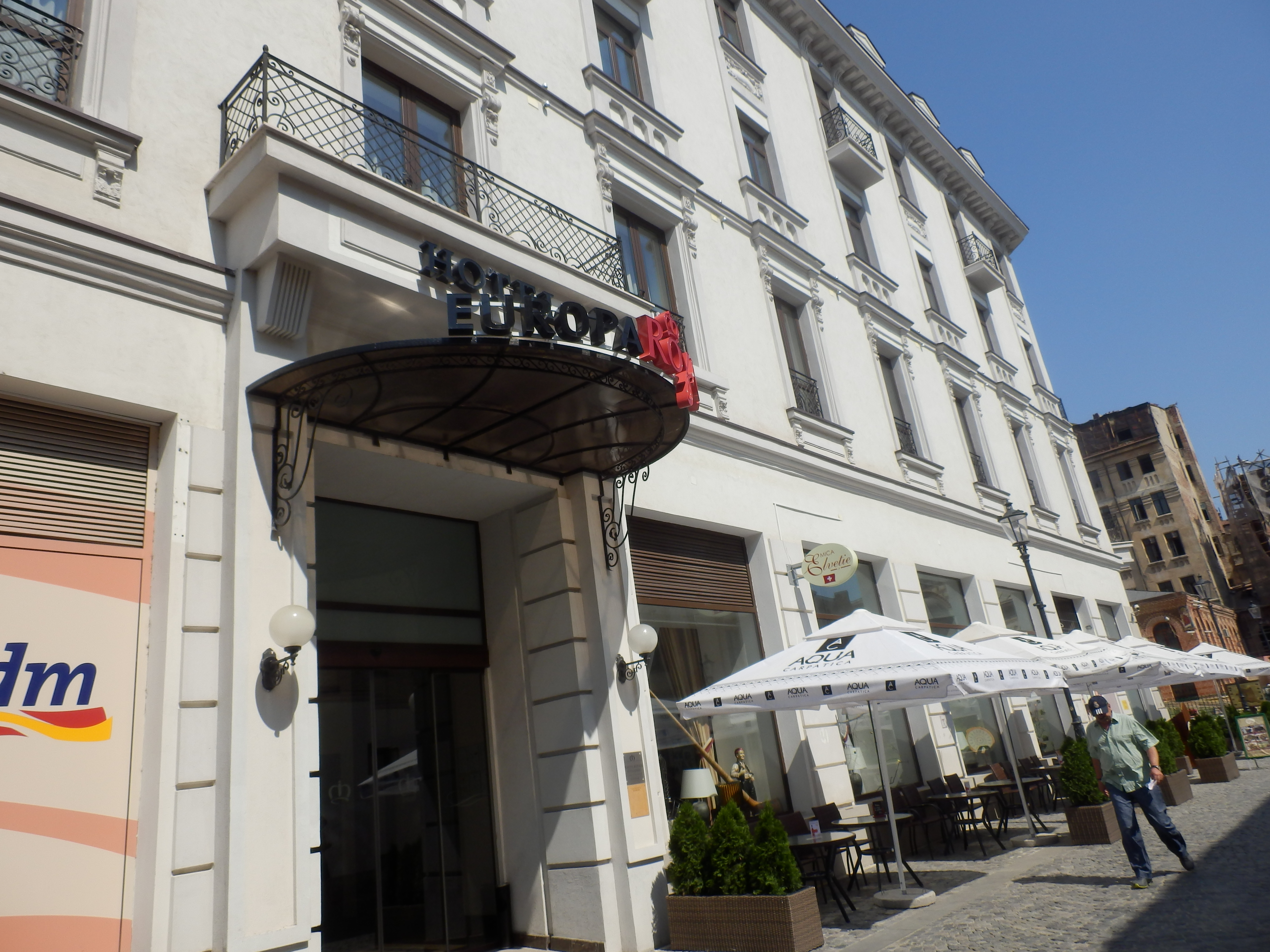
Hotel Europa Royale din strada Căldărari
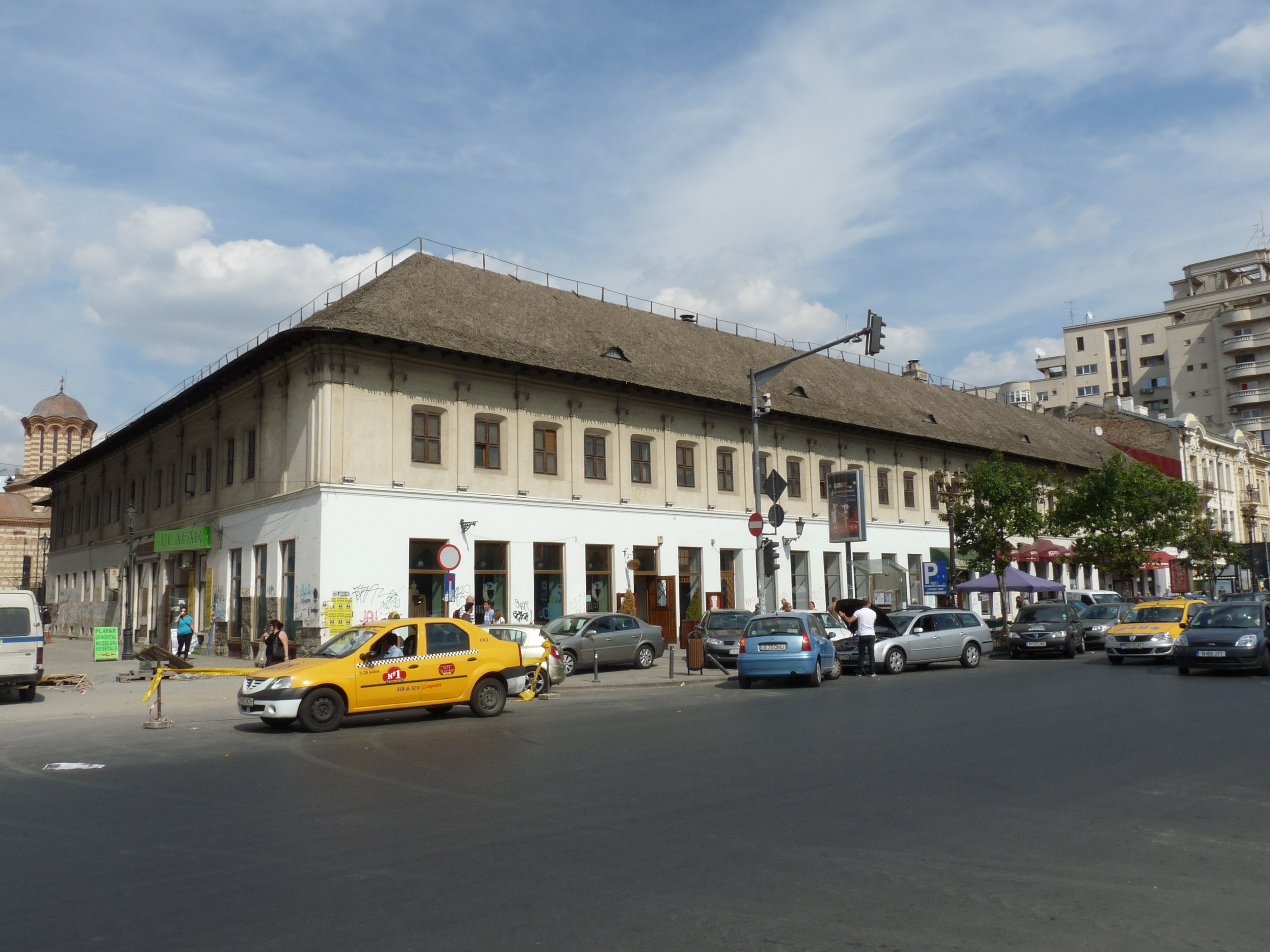
Hanul Manuc, colţul dinspre strada Căldărari
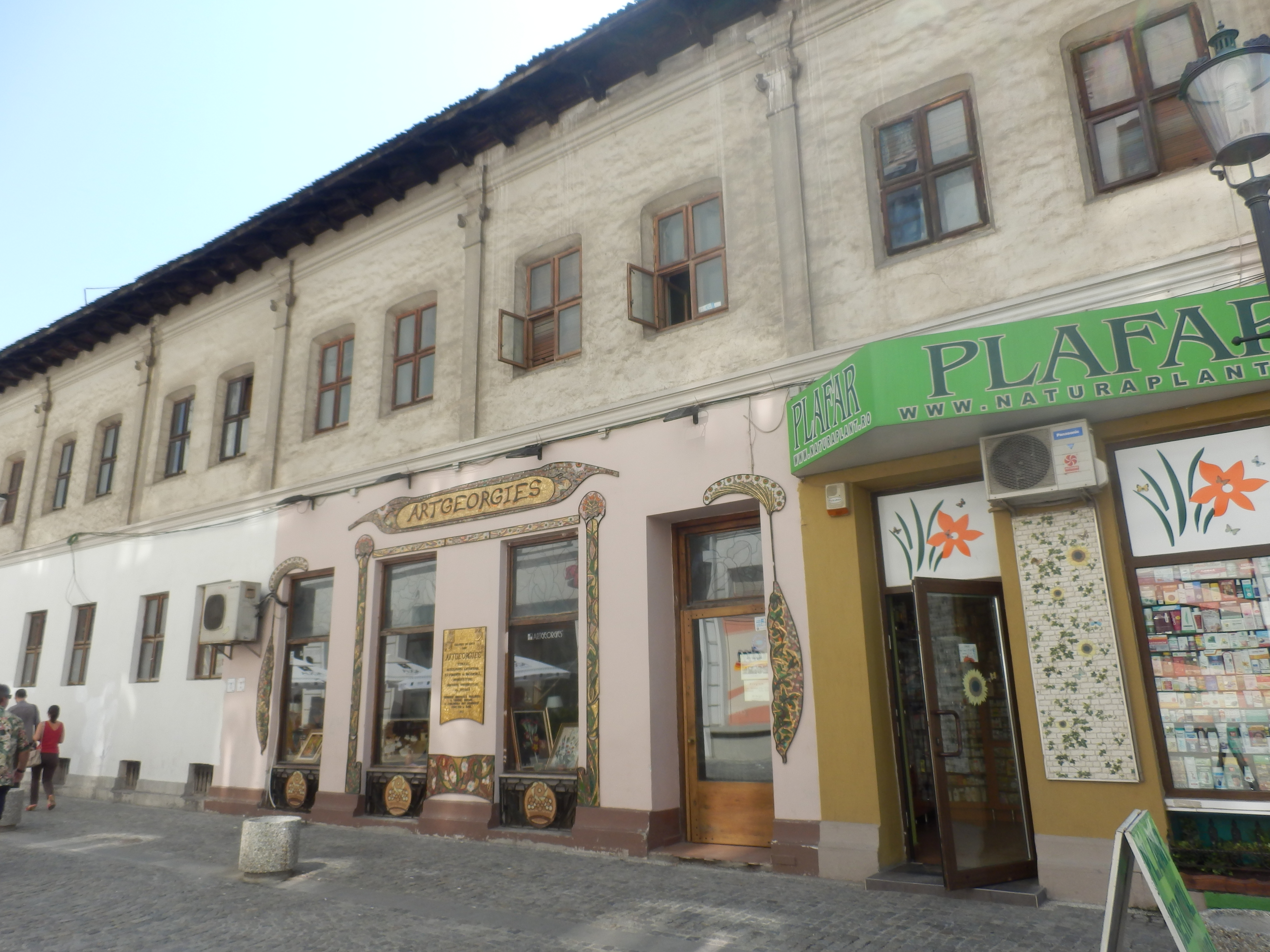
Hanul Manuc, latura dinspre strada Căldărari

## Legături externe
- Strada Căldărari pe hartă - www.openstreetmap.org
- Strada Căldărari pe Flickr.com